# Egis
Egis SA er en fransk multinational konsulentvirksomhed indenfor bygge og anlægssektoren. De er tilstede i 120 lande med i alt 18.000 ansatte. Deres hovedkvarter er i Guyancourt ved Paris.
I 2022 opkøbte Tikehau Capital 40 % af Egis.